# Agnieszka Wieszczek
Agnieszka Jadwiga Wieszczek-Kordus est une lutteuse polonaise née le 2 mars 1983 à Wałbrzych.

## Palmarès

### Jeux olympiques
- dans la catégorie des moins de 72 kg en 2008,  à Pékin,  Chine

### Championnats d'Europe
- Médaille de bronze en lutte libre dans la catégorie des moins de 72 kg en 2011
- Médaille de bronze en lutte libre dans la catégorie des moins de 72 kg en 2009
- Médaille de bronze en lutte libre dans la catégorie des moins de 72 kg en 2007
- Médaille de bronze en lutte libre dans la catégorie des moins de 67 kg en 2006

### Championnats de Pologne
- Championne nationale en 2004, 2005 et 2007 et 2010